# Дорожные знаки Израиля
Доро́жные зна́ки в Изра́иле одобрены Министерством транспорта Израиля в 2010 году, утверждены в январе 2011 года и вступили в действие 22.06.2011 года. Перечень знаков дорожного движения 2010 года заменил старую систему знаков, действовавшую с некоторыми изменениями (2002 год) с января 1970 года. 

## Новые знаки дорожного движения
Новые знаки соответствуют Венской конвенции о дорожном движении, которая определяет единую систему знаков и символов для всех стран-участниц. Перечень дорожных знаков разделён на 9 категорий (старая система включала в себя 6), и содержит 257 дорожных знаков (188 в старой системе). В новую систему дорожных знаков также входят 95 обозначений для водителей и пешеходов, большинство из которых не были указаны в старом перечне. Перечень содержит ряд новых для Израиля знаков. Среди них — дорожные знаки для регулирования движения трамваев, знаки, предупреждающие о приближении к туннелям, к участкам дороги, где проводятся ремонтно-строительные работы, новые указатели, а также знаки дорожного движения для велосипедистов. В новой системе знаков уделяется большое внимание чётким и ярким графическим изображениям. Знаки тематически распределены по цветам. Стандартные знаки отмечены белым цветом, знаки для общественного транспорта — жёлтым, знаки на участках, где проходят дорожные работы, отмечены оранжевым цветом, указатели туристических объектов — коричневым.

## Категории знаков

Знак на трёх языках

Ладонь вместо надписей

Знаки распределены в следующие категории:
1. Предупреждающие знаки
2. Предписывающие знаки
3. Знаки преимущественного права проезда
4. Запрещающие и ограничивающие знаки
5. Специальные знаки для общественного транспорта
6. Информационные знаки
7. Светофоры и полосы движения
8. Дорожная разметка
9. Знаки на участке, где проводятся дорожные работы

## Язык дорожных знаков
Всего используются три языка: иврит, арабский (два официальных языка страны) и английский язык.
Однако на знаке «Движение без остановки запрещено» вместо надписи «Стоп» на этих трёх языках изображена ладонь.